# Fritz Nestler
Fritz Nestler (* 3. Mai 1876; † 9. November 1950) war ein deutscher Unternehmer und Politiker (DVP).

## Leben
Nestler war beruflich als Fabrikant in Lahr/Schwarzwald tätig. Während der Zeit der Weimarer Republik trat er in die DVP ein, für die er vom 24. November 1931 bis 1933 dem Landtag der Republik Baden angehörte. Er war Nachrücker für den Abgeordneten Wilhelm Mattes, der zugleich das Wahlkreismandat Pforzheim des ausgeschiedenen Abgeordneten Eugen Steinel übernommen hatte.